# Тульский артиллерийский инженерный институт
Тульский артиллерийский инженерный институт (ТАИИ) — высшее военное учебное заведение Вооружённых Сил Российской Федерации, существовавшее с 1869 года по 2010 год, и осуществлявшее подготовку технических кадров (оружейные мастера, воентехники, артиллерийские инженеры) для вооружённых сил России имперского, советского и современного периодов времени.
В указанные годы учебное заведение восемь раз преобразовывалось и прошло путь от оружейной школы до артиллерийского института. Самым выдающимся событием в истории ТАИИ является участие курсантов Тульского оружейно-технического ордена Ленина училища имени Тульского пролетариата (это название ТАИИ носил с 1937 года по 1958 год) в боях за город Мценск в составе 1-го отдельного гвардейского стрелкового корпуса с 3 по 15 октября 1941 года. В 2010 году вуз был закрыт и расформирован, дела были сданы в Центральный архив Минобороны России. Курсанты наборов 2006—2009 годов, после закрытия вуза, убыли в другие вузы. В настоящее время на территории института дислоцируется 106-я гвардейская воздушно-десантная дивизия.

## История

### Создание и становление
Рождение Тульского артиллерийского инженерного института связано с Высочайшего повеления государя-императора Александра II об учреждении в Туле оружейной школы в именном Указе 15 июля 1869 года.
К середине XIX перед русской оборонной промышленностью в лице военного министра Российской империи генерал-фельдмаршала Дмитрия Алексеевича Милютина, начальника Главного артиллерийского управления генерала от артиллерии Александра Алексеевича Баранцова и командиров Тульского оружейного завода Карла Карловича Стандершельда (руководил ТОЗом до 1869 года) и Владимира Васильевича Нотбека (руководил ТОЗом с 1870 по 1876 год) стояла задача перевооружения русской армии казнозарядным оружием, выпуск которого начал Тульский оружейный завод. В начале это были винтовки Терри, Карле и Крнка. Затем на вооружение русской армии была принята принципиально новая 4,2-линейная винтовка Бердана, рассчитанная под унитарный патрон и заряжающаяся посредством откидного затвора. Кроме винтовок, на вооружение принимаются револьверы систем Лефоше, Кольт, Смит-Вессон. Всё это потребовало начать подготовку специалистов по эксплуатации новых образцов оружия в войсковых частях.
Следуя примеру своего великого предка Петра I Великого, избравшего Тулу центром казённой оборонной промышленности и основавшего в ней в 1712 году оружейный завод, царь Александр II для решения вышеуказанной задачи также избрал Тулу. Он прекрасно понимал, что обучение и воспитание квалифицированного мастера не может происходить вне социальной среды того города, в котором процесс разработки и изготовления оружия длился веками.
Царский Указ гласил.: 

 «…Государь-император, в 15 день июля 1869 года, утвердив раЗсмотренное Военным Советом Положение о специальных школах артиллерийскАго ведомства, — Высочайше повелеть соизволил: На основании означеннАго Положения оружейнУя школу вновь учредить в Туле…»
— Указ государя-императора Александра II от 15 июля 1869 года.
Дата именного Указа государя-императора, а именно 15 июля 1869 года, считается датой основания Тульского артиллерийского инженерного института.

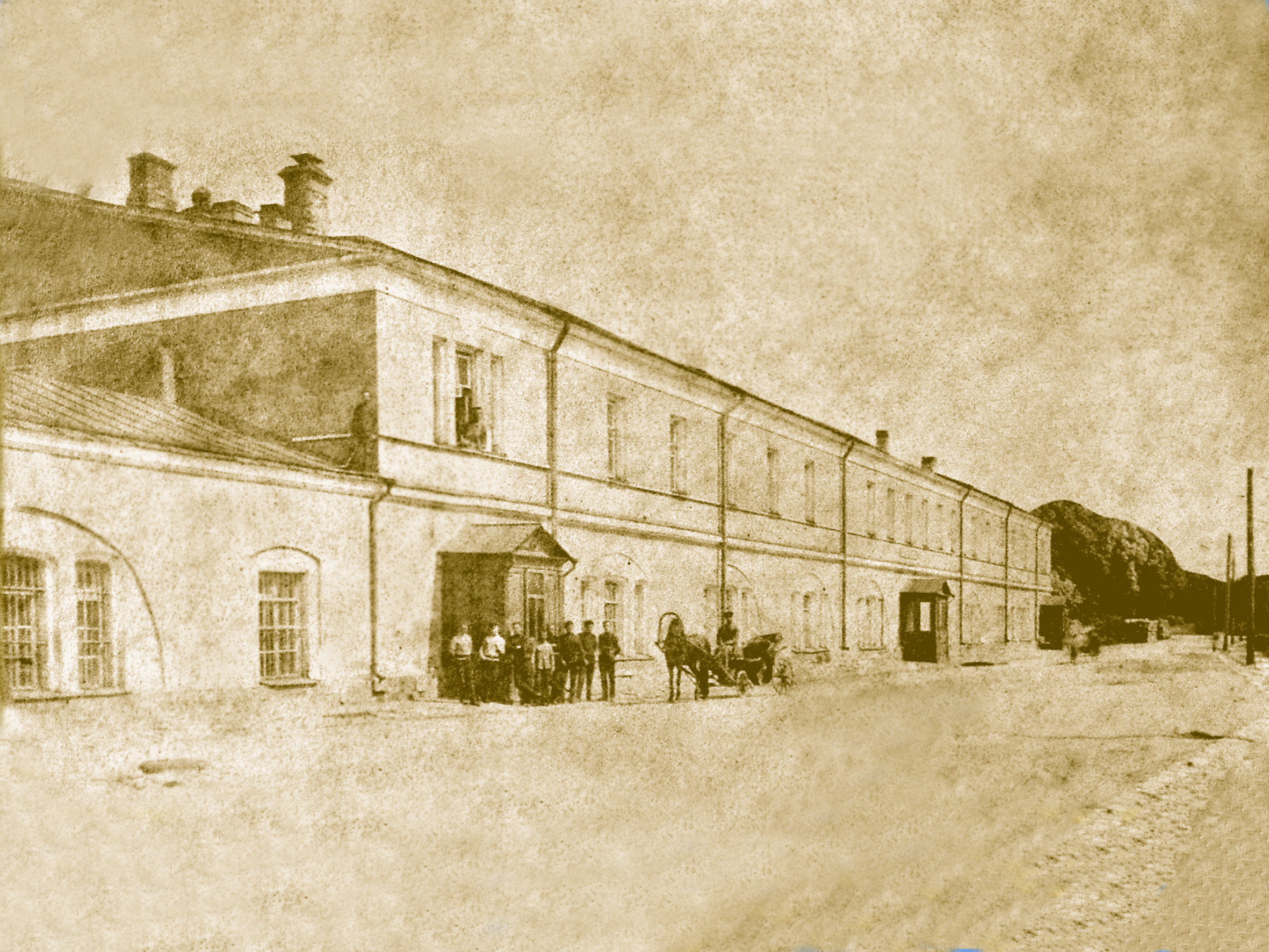
Здание Тульской оружейной школы, 1913 год

Первым начальником школы был назначен полковник полевой пешей артиллерии Пётр Иванович Мамонтов. Он руководил Тульской оружейной школой с 1869-го по 1879-й г.г. 
Самым выдающимся начальником ТОШ являлся полковник, впоследствии генерал-майор полевой пешей артиллерии Василий Семёнович Страхов, отдавший ей практически всю свою жизнь и прослуживший в ней 41 год (с 8 февраля 1879 года до 24 марта 1911 года), причём последние 32 года являлся её начальником. Практически вся 50-летняя история Тульской оружейной школы — это история деятельности этого незаурядного человека.
Ученики школы должны были в теории знать весь технологический процесс изготовления абсолютно всех образцов стрелкового оружия, состоящих на вооружении русской армии, а их было свыше 20 — винтовок, револьверов, пулемётов. Они были обязаны в любых условиях, в том числе и полевых, самостоятельно изготовить любую деталь стрелкового оружия. Уметь работать с поверочными приборами. Знать правила хранения оружия и его консервации. Кроме того, знать весь станочный парк оружейного завода, самостоятельно работать на любом из станков и уметь управлять деятельностью цеха.
Оружейные мастера — выпускники Тульской оружейной школы являлись немногочисленной замкнутой корпорацией военных чиновников российской Императорской армии. Они не имели офицерского чина и не относились к категории младшего командного состава. Их деятельность в войсковых частях была узконаправленной. От их профессионального мастерства напрямую зависела боеготовность и боеспособность войсковых частей, одним из показателей которой, всегда являлась исправность и сохранность оружия. Следовательно, Тульская оружейная школа, как ведущее военно-учебное заведение, готовившее кадры оружейных мастеров по ремонту оружия, занимала исключительное место в обеспечении обороноспособности страны. И не случайно, что из её стен вышел выдающийся выпускник — Иринарх Андреевич Комарицкий. Талантливый конструктор стрелкового оружия, знаменитый оружейник и опытный технолог.
Тульская оружейная школа являлась уникальным военно-учебным заведением России. При минимальных затратах государственных средств, она готовила для армии квалифицированных специалистов по техническому обслуживанию и ремонту стрелкового оружия.

### Оружейно-технический этап
50 лет просуществовала Тульская оружейная школа. Именно её высокий статус и исключительная роль в подготовке военных профессионалов позволили ей и после революции 1917 года этот статус сохранить. Рождённая Октябрьской революцией, Красная Армия нуждалась не только в опытных командирах и бойцах. Ей требовались также и грамотные оружейные мастера. Поэтому 21 мая 1919 года приказом Всероссийского Главного штаба № 170 ТОШ была преобразована в Тульские оружейно-технические курсы (ТОТК). Заведующим курсами был назначен начальник Тульской оружейной школы Петр Иванович Беляев. И на базе этих курсов была продолжена подготовка специалистов — воентехников для частей Красной Армии.
Занятия по новой программе приказано было начать с 1 сентября. 25 августа 1919 года ГУВуз приказал довести штат до 200 человек, увеличилось число военных и гражданских преподавателей, были введены должности командиров подразделений, административно — хозяйственных работников, служб обеспечения. Поступающие подвергались вступительным экзаменам по русскому языку, арифметике, географии. Срок обучения вначале был установлен годичным, но в дальнейшем в зависимости от обстановки на фронтах он менялся, уменьшаясь до 2-х — 4-х месяцев.

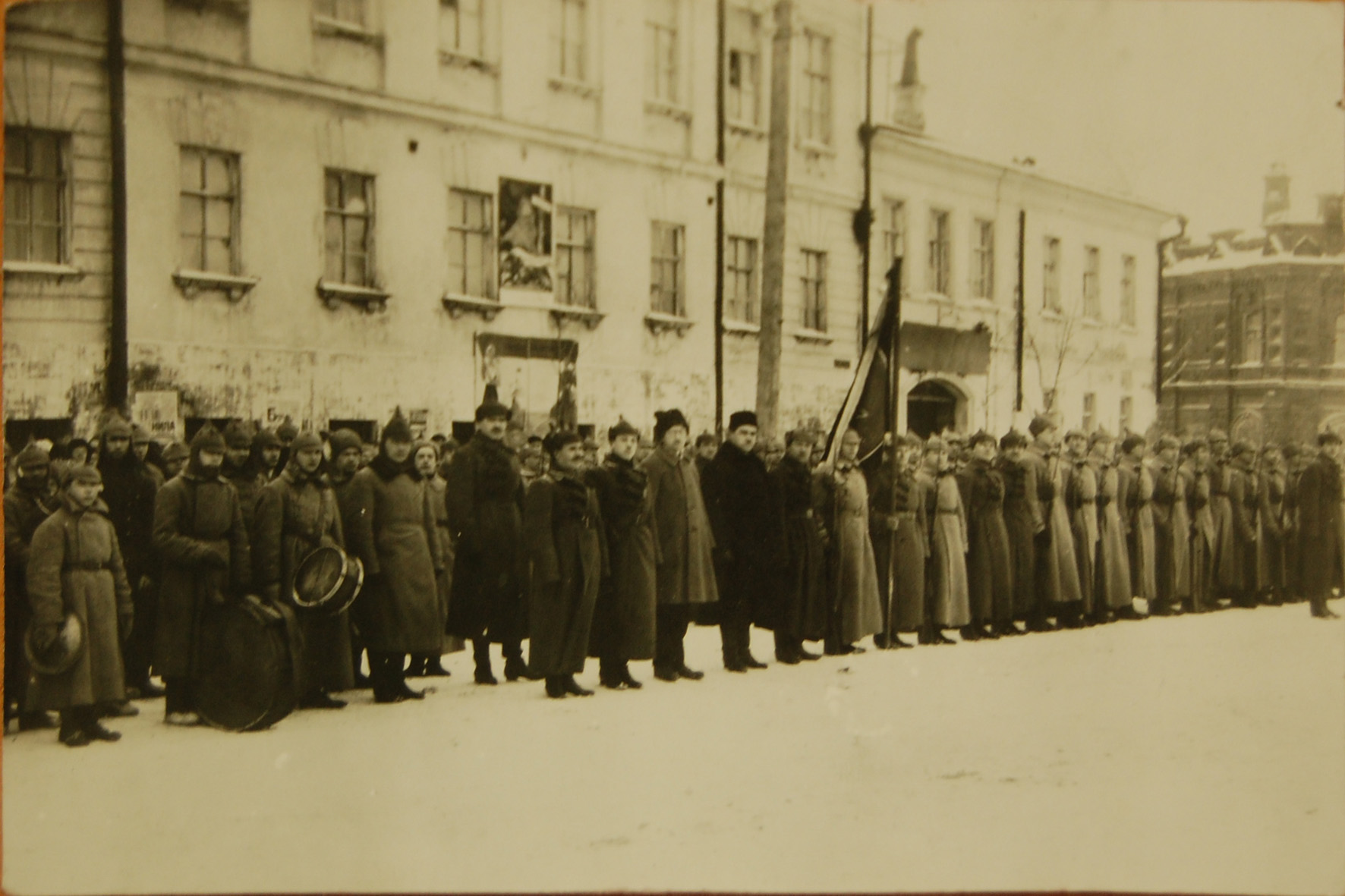
Построение личного состава ТОТШ, 1930 год

За период своего существования до осени 1921 года оружейно-технические курсы провели 13 выпусков и дали фронтам гражданской войны 348 оружейных техников. В соответствии с Приказом Реввоенсовета Республики от 29 августа 1921 года оружейно-технические курсы были преобразованы в школу с 4-летним сроком обучения и она стала именоваться Тульской оружейно-технической школой (ТОТШ). Численность обучающихся в школе курсантов была доведена до 500 человек.
В школу принимались военнослужащие (красноармейцы и младшие командиры) не старше 25 лет и гражданские лица в возрасте 18—20 лет. Все поступающие должны были иметь общеобразовательную подготовку в объёме полного курса гражданской школы 1-й ступени (4 класса).
В школе кроме младшего, среднего и старшего классов (курсов) был создан подготовительный класс (курс), дававший возможность вовлечь в школу более широкие массы рабоче-крестьянской молодёжи.
В 1924 году в ТОТШ в полном составе вошла Ленинградская ОТШ, которая чуть раньше была реорганизована в форме слияния с Ижевской ОТШ. К 1927 году численность курсантов сокращается до 200 человек.
В 1925 году школу посетил легендарный командарм Красной Армии С. М. Будённый.
С 1929 по 1931 год в школу принимали девушек.

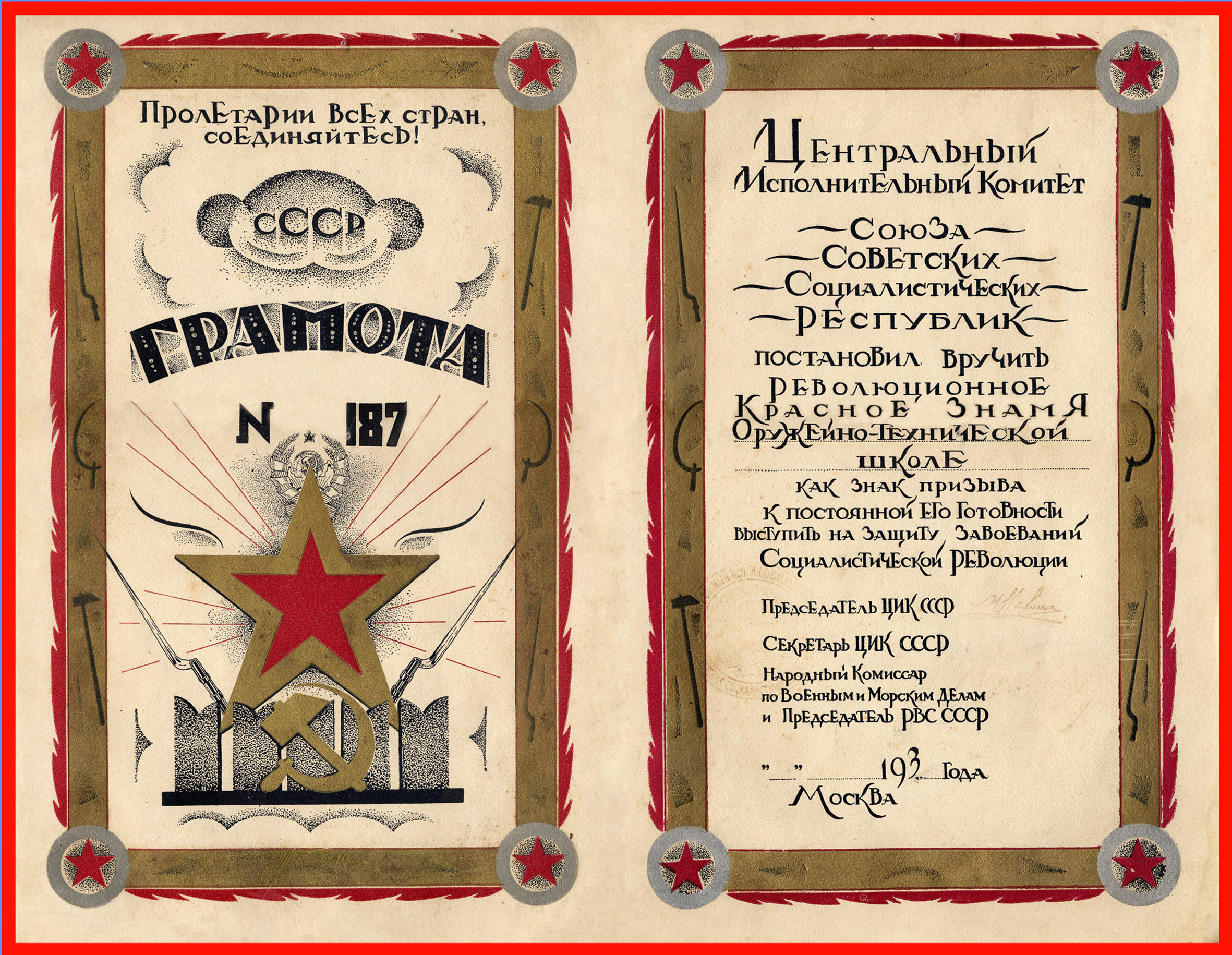

За большую помощь населению города и области, плодотворную связь с тульскими рабочими, сохранение и развитие лучших трудовых традиций 13 февраля 1930 года Приказом Реввоенсовета СССР ТОТШ было присвоено имя Тульского пролетариата.
Советское правительство высоко оценило роль школы в укреплении обороноспособности страны и подготовке высококвалифицированных кадров для Красной Армии. 24 марта 1930 года ЦИК СССР наградил школу грамотой и революционным Красным Знаменем.
За время своего существования ТОТШ провела 17 выпусков и дала войскам 1596 оружейных техников кадра и около 600 запаса.
16 марта 1937 года приказом НКО СССР ТОТШ была преобразована в Тульское оружейно-техническое училище (ТОТУ) имени Тульского пролетариата.

### В годы Великой Отечественной войны
22 июня 1941 года началась Великая Отечественная война.
И уже 2 октября последовала боевая задача, изложенная в Приказе начальника тульского боевого участка московской зоны обороны.
Приказ гласил:

«… Тульскому военно-техническому училищу с двумя ротами сапёрного батальона 330 сд выступить из Тулы в 14.30 3 октября и к 20.00 3 октября занять для обороны рубеж по северо-восточному берегу реки Зуша в районе города Мценск с задачей прикрыть шоссейную дорогу на Тулу. Подготовить минирование шоссе на участке Мценск — Самозвановка. Оборонительные работы и подготовку минирования закончить к 6.00 4 октября…»
— Приказ начальника тульского боевого участка Московской зоны обороны № 1 от 3 октября 1941 года.
Котёл между городами Орёл и Мценск был передним краем обороны наших войск на южном фланге Брянского фронта, прорванного немцами, в результате успешного проведения немецким командованием начального этапа крупной наступательной операции под кодовым названием «Тайфун».
План этой операции предусматривал: ударами трёх мощных танковых группировок из районов Духовщины, Рославля и Шостки расчленить оборону советских войск, окружить и уничтожить войска Западного, Резервного и Брянского фронтов. После чего сильными подвижными танковыми группами окружить Москву и нанести решающий удар по ней в центре. При этом столицу не должен был покинуть ни один человек. Предполагалось затопить город со всеми его жителями. Гитлер объявил: «Огромное море скроет Москву — столицу России от всего цивилизованного мира».
Угроза была вполне реальной. Ведь в результате прорыва Брянского фронта несколько советских армий уже было окружено. И с этого направления путь немцам на Москву был свободен. Задача, задержать немцев для обеспечения отхода 50-й армии к Туле, была возложена на срочно сформированный 1-й отдельный гвардейский стрелковый корпус, который возглавил генерал-майор Д. Д. Лелюшенко

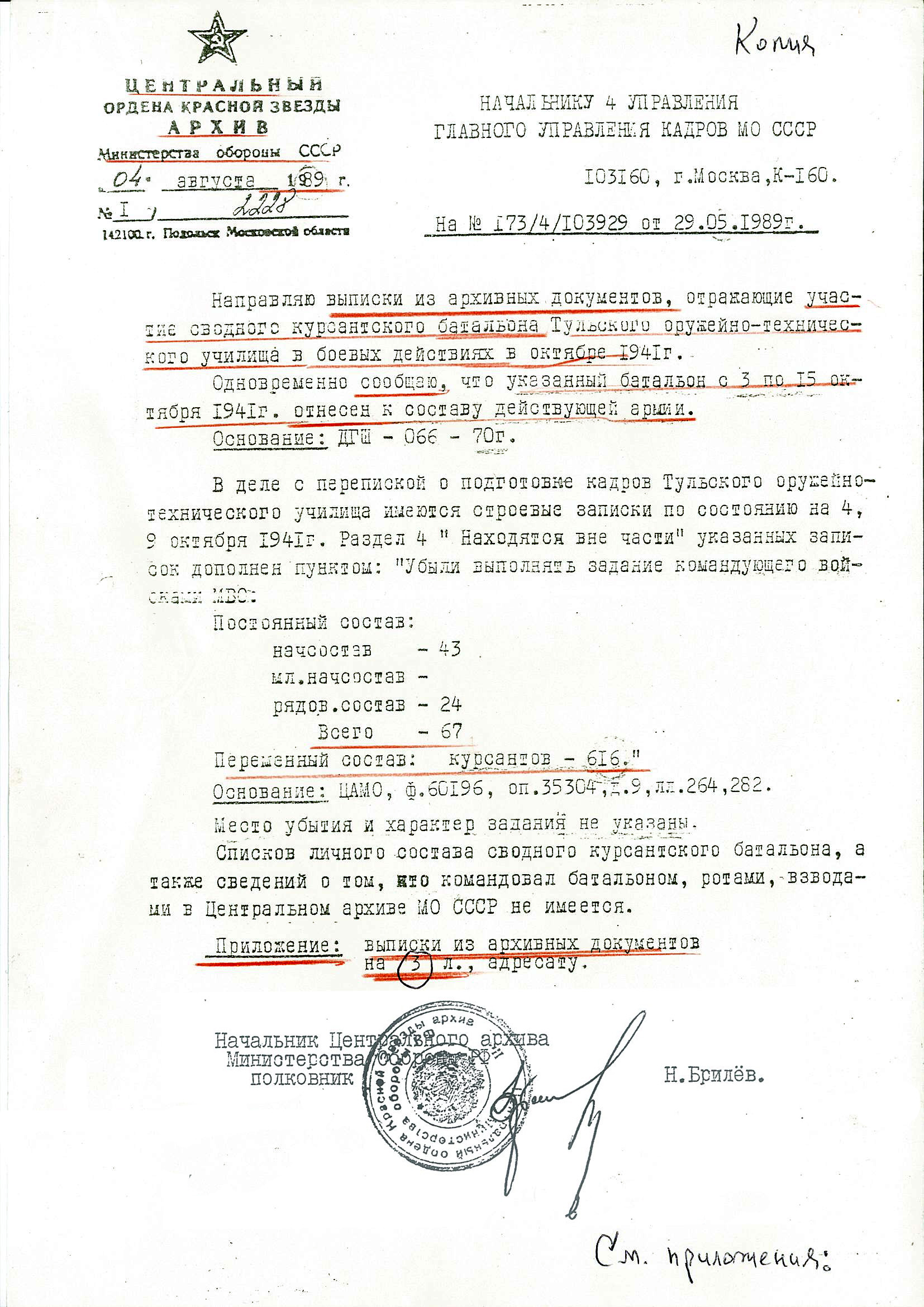
Выписка ЦАМО СССР

Курсантский батальон Тульского оружейно-технического училища (командир батальона — майор И. В. Камянский, военком батальона — полковой комиссар Е. З. Кругликов) вошёл в состав этого корпуса. Батальон занял оборону на правом берегу реки Зуша и приступил к выполнению задачи, поставленной ему начальником тульского участка московской зоны обороны.
Почти две недели, с 3 по 15 октября, бойцы 1-го отдельного гвардейского стрелкового корпуса отражали танковые атаки противника. Задача, поставленная командованием, была выполнена. Корпус растерзал немецкие танковые бригады и с минимальными потерями сумел покинуть этот страшный котёл. Отсюда, от Мценска, начался закат безупречной карьеры Гудериана, которая окончательно была испорчена в боях за город Тулу. Гитлер возложил всю вину за проигранную битву под Москвой на Гудериана и отстранил от должности командующего танковой группы.
Участие курсантского батальона Тульского оружейно-технического училища в боевых действиях стало продолжением новой и необычной практики, когда подразделение военно-учебного заведения было превращено в боевую часть и брошено в кровопролитное сражение. Спустя две недели были совершены подобные подвиги курсантами Подольского пехотного и Подольского артиллерийского училищ под Малоярославцем, Московского военно-политического училища имени Ленина под Можайском, кремлёвских курсантов под Волоколамском. Тульских курсантов не постигла страшная участь московских и подольских курсантов, которые тысячами погибали в тех боях. Но, это обстоятельство ни в коей мере не умоляет заслуг тульских курсантов перед Родиной. Они с честью выполнили боевую задачу и свой воинский долг. После выпуска из училища они продолжали бить врага. Многие дошли до Берлина и Праги.
Участие сводного батальона тульских курсантов в боях под Мценском является самым выдающимся событием в истории Тульского артиллерийского инженерного института и позволило ему значиться в официальных документах, как военно-учебное заведение страны, с 3 по 15 октября 1941 года отнесённое к составу действующей армии и имеющее боевые заслуги перед Родиной. И Родина высоко оценила их.

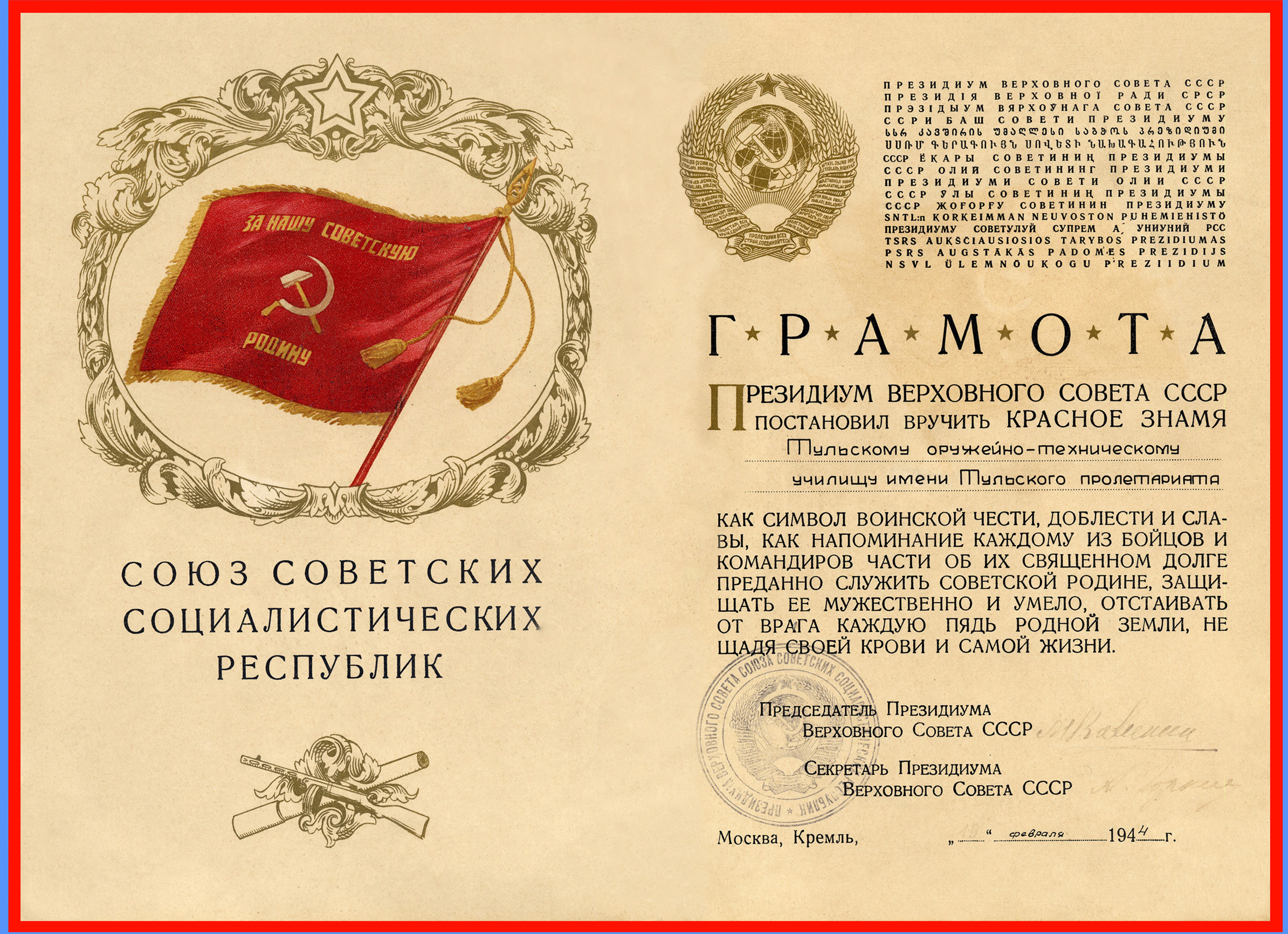

 В феврале 1944 года училищу было вручено Красное Знамя. 30 мая 1944 года Указом Президиума Верховного Совета СССР ТОТУ было награждено орденом Ленина за выдающиеся успехи в подготовке технических кадров для Красной Армии и боевые заслуги перед Родиной и стало именоваться — Тульское оружейно-техническое ордена Ленина училище имени Тульского пролетариата.
С высокой наградой коллектив училища лично поздравил глава государства, Верховный Главнокомандующий, маршал Советского Союза Иосиф Сталин. Сообщение о награждении училища орденом Ленина и текст поздравительной телеграммы товарища И. В. Сталина были опубликованы в газете «Правда» от 31 мая 1944 года.
С ноября 1941 года по апрель 1944 года местом постоянной дислокации ТОТУ был город Томск. Училище продолжило свою основную деятельность — подготовку технических кадров и политработников для Красной Армии. В первый год пребывания в Томске личный состав училища набирался из числа гражданской молодёжи. А затем личный состав курсантов пополнялся исключительно за счёт фронтовиков.
Сотни бывших курсантов — выпускников курсов, школ и училища — за доблесть и мужество, проявленные на фронтах Великой Отечественной войны, удостоились высоких боевых наград. Выпускник училища 1931 года Владимир Яковлевич Гаврилов стал Героем Советского Союза, а Герой Советского Союза Иван Григорьевич Едунов окончил училище в 1946 году.

### Артиллерийский этап
По указанию командующего артиллерией Советской Армии с октября 1955 года училище официально перешло на подготовку офицеров по профилю артиллерийских техников стрелковых и механизированных полков.
А с 1958 года в истории ТАИИ открылся новый, артиллерийский, этап, в ходе которого институт четыре раза последовательно преобразовывался.
Директивой Главкома Сухопутных войск от 4 августа 1958 года ТОТУ с 1 сентября было преобразовано в Тульское артиллерийское ордена Ленина училище (ТАУ) имени Тульского пролетариата по подготовке командно-технического состава тяжёлой реактивной артиллерии и артиллерийских техников наземной артиллерии. Училище перешло на подготовку командных кадров, которой оно занималось в дальнейшем в течение 16 лет.
Приказом Министра обороны от 1 июля 1968 года ТАУ было преобразовано в Тульское высшее артиллерийское командное ордена Ленина училище (ТВАКУ) имени Тульского пролетариата по подготовке командного состава ракетных войск и артиллерии РВ и А СВ со сроком обучения 4 года.
1 августа 1974 года ТВАКУ было преобразовано в Тульское высшее артиллерийское инженерное ордена Ленина училище (ТВАИУ) имени Тульского пролетариата со сроком обучения 5 лет.
В 1979 году ТВАИУ было награждено орденом Октябрьской Революции и стало именоваться — Тульское высшее артиллерийское инженерное орденов Ленина и Октябрьской Революции училище имени Тульского пролетариата.
В июне 1985 года училище перешло в подчинение начальника Главного ракетно-артиллерийского управления (ГРАУ).

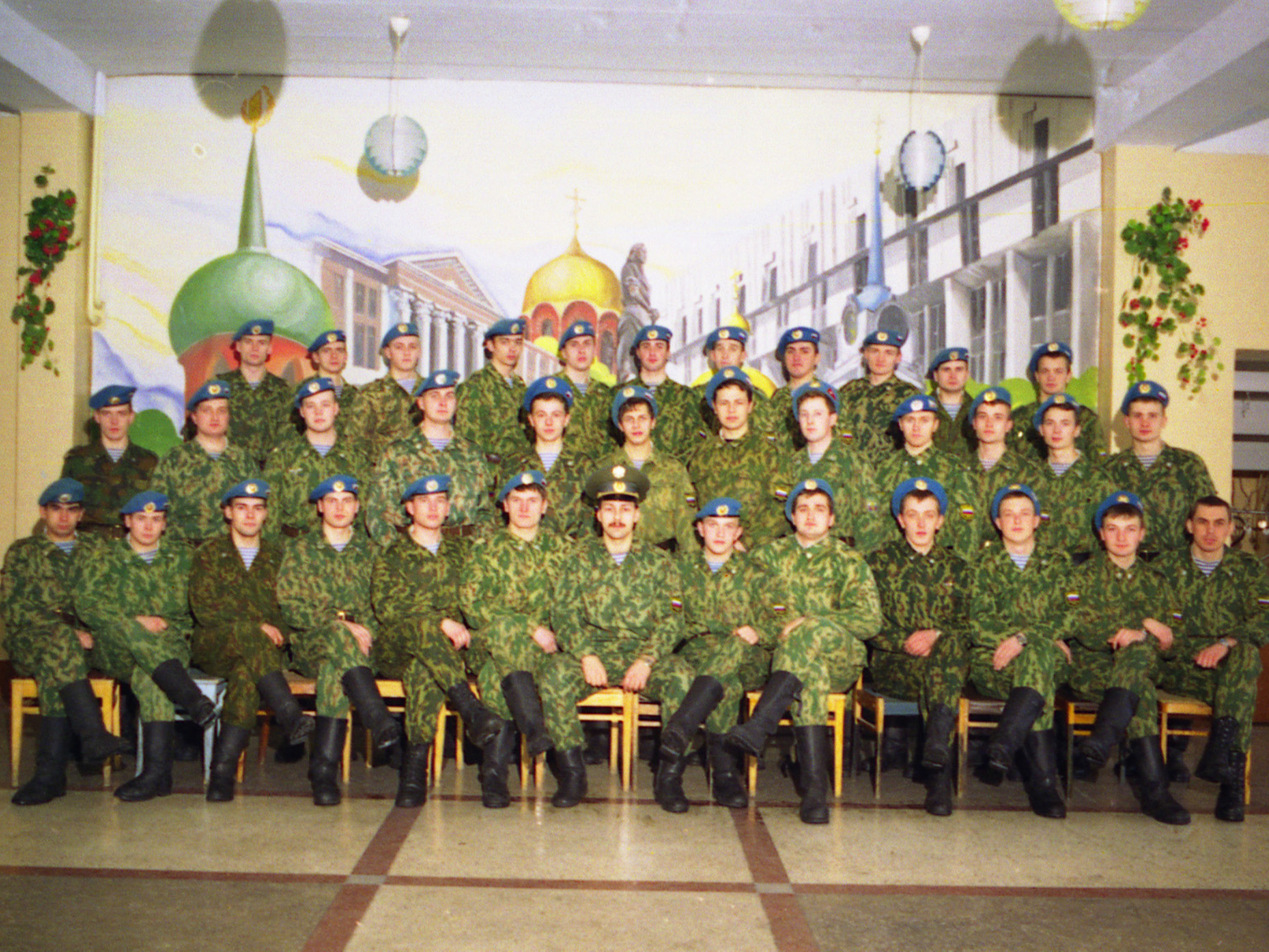
Первый выпуск курсантов ВДВ, 1999 г.

 В 1994 году училище начало осуществлять набор курсантов по необычной для артиллерийских вузов специальности: «Боевая и повседневная деятельность подразделений артиллерии ВДВ». Выпускники этой специальности вписали в историю института ещё несколько героических страниц. Так, выпускник 1999 года гвардии старший лейтенант Александр Рязанцев в составе легендарной 6-й роты 104-го гвардейского парашютно-десантного полка 29 февраля 2000 года принял бой у чеченского селения Улус-Керт в качестве артиллерийского корректировщика против полутора тысяч бандитов, пытавшихся прорваться на территорию сопредельного государства. В ходе боя, лишившись обеих ног, продолжал корректировку огня артиллерийской батареи. Звания Героя России удостоен посмертно.
В соответствии с Постановлением Правительства № 1009 от 29 августа 1998 года 1 ноября 1998 года и Директивы начальника ГРАУ Минобороны России от 12.10.1998 г. № 561/16/0603 Тульское высшее артиллерийское инженерное училище имени Тульского пролетариата было преобразовано в Тульский артиллерийский инженерный институт (ТАИИ).
А в мае 2002 года была восстановлена историческая справедливость: согласно приказу начальника ГРАУ, 15 июля 1869 года признано считать днём образования ТАИИ.
На протяжении 83 лет (с 1919 года по 2002 год) датой основания ТАИИ считалось 30 мая 1919 года (день поступления в Тульскую оружейную школу приказа Всероссийского Главного штаба о преобразовании её в Тульские оружейно-технические курсы). А период создания и 50-летняя история существования Тульской оружейной школы (1869—1919) оказались забыты.
С 2006 года институт начал осуществлять подготовку курсантов по специальности «Применение подразделений артиллерии морской пехоты».
Исторически сложилось так, что расположение института в одном из крупнейших в России центров военной промышленности и науки, его тесные связи с тульскими производственными предприятиями и научно-исследовательскими организациями создали благоприятные возможности для профессионального становления будущих офицеров-инженеров. За многолетнюю историю их было выпущено около 25000. Среди них: 50 генералов; конструкторы стрелкового оружия — И. А. Комарицкий и М. С. Кнебельман; Герои Советского Союза — И. Г. Едунов и В. Я. Гаврилов; Герои Социалистического Труда — А. И. Брыкин, М. И. Ненашев, А. С. Матрёнин и В. И. Калин; Герои Российской Федерации — А. Н. Рязанцев и Р. В. Кокшин; профессора и доктора наук; руководители государственных предприятий.
141 год просуществовал Тульский артиллерийский инженерный институт (1869—2010). За это время он восемь раз преобразовывался (от оружейной школы до артиллерийского института) и осуществил 170 выпусков оружейных мастеров, военнтехников, офицеров-инженеров для русской, советской и российской армий (с учётом тульских курсантов наборов 2006—2009 годов).
В 2010 году вуз был расформирован, дела были сданы в Центральный архив Министерства обороны Российской Федерации.

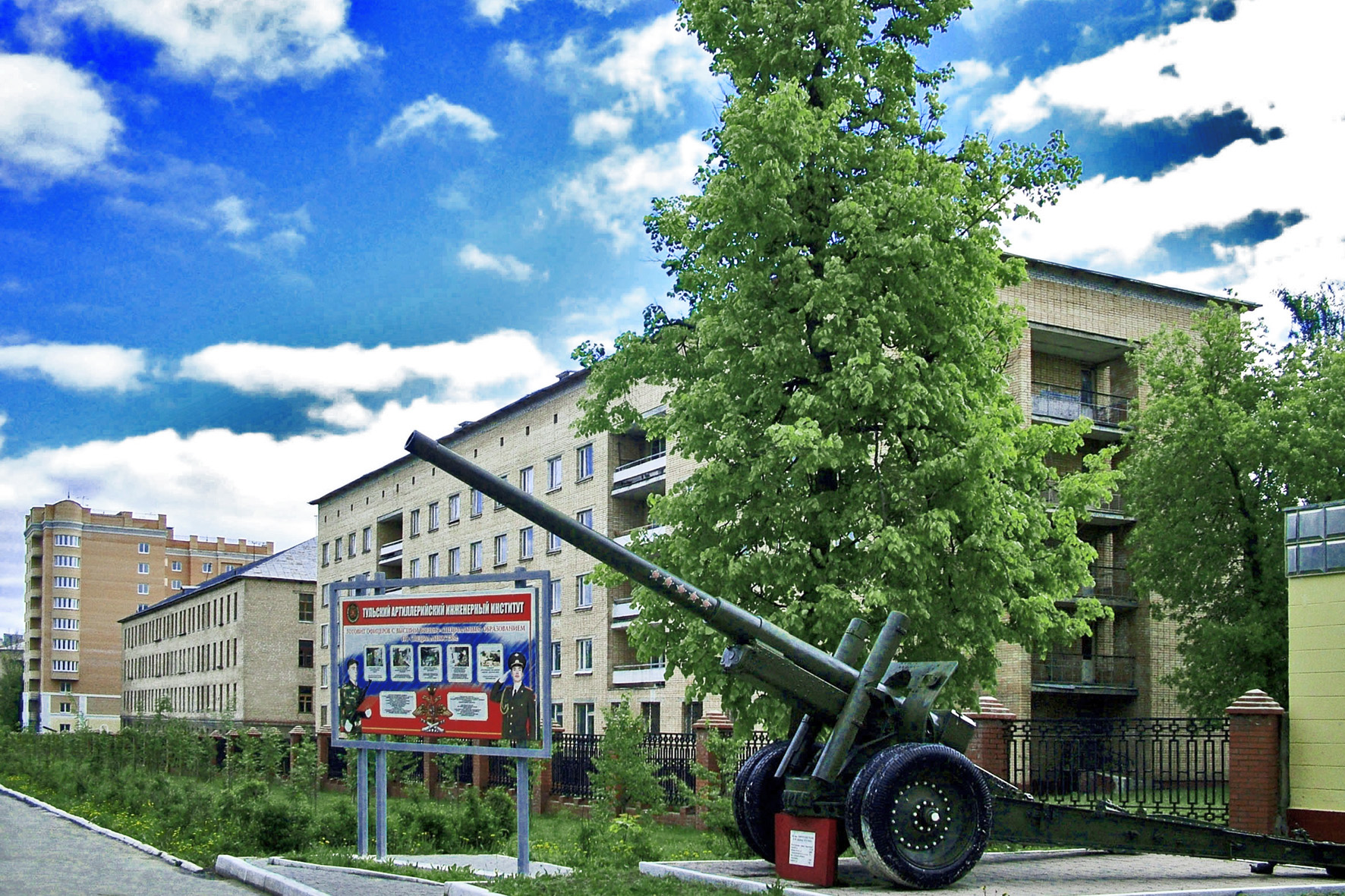
Комплекс жилых зданий ТАИИ

 Тульские курсанты наборов 2006—2009 годов, в указанные годы поступившие в ТАИИ, после закрытия вуза, прибыли в другие вузы для продолжения учёбы.
В настоящее время на территории института дислоцируется 106-я гвардейская воздушно-десантная дивизия.

## Награды
- Орден Ленина — за выдающиеся успехи в подготовке технических кадров для Красной Армии и боевые заслуги перед Родиной (30 мая 1944 года).
- Орден Октябрьской Революции — за большие заслуги в подготовке офицерских кадров (1 июня 1979 года).
- Грамота Центрального Исполнительного Комитета СССР и революционное Красное Знамя— как знак призыва к постоянной готовности выступить на защиту завоеваний Социалистической Революции (24 марта 1930 года).
- Грамота Президиума Верховного Совета СССР и Красное Знамя — как символ воинской чести, доблести и славы, как напоминание каждому из бойцов и командиров части об их священном долге преданно служить советской Родине, защищать её мужественно и умело, отстаивать от врага каждую пядь родной земли, не щадя своей крови и самой жизни (19 февраля 1944 года).
- Почётная Грамота Президиума Верховного Совета РСФСР — за достигнутые успехи в подготовке офицерских кадров (29 мая 1969 года).
- Юбилейный почётный знак в ознаменование 50-летия образования Союза ССР.
- Грамота Президента Российской Федерации и Боевое Знамя — как официальный символ и воинская реликвия, олицетворение чести, доблести, славы и боевых традиций (5 мая 2008 года).

## Начальники
- Мамонтов, Пётр Иванович — начальник Тульской оружейной школы с 1869 по 1879 год, полковник полевой пешей артиллерии.
- Страхов, Василий Семёнович — начальник Тульской оружейной школы с 1879 по 1911 год, генерал-майор полевой лёгкой артиллерии.
- Петров Николай Николаевич — начальник Тульской оружейной школы с 1911 по 1916 год[20], штабс-капитан гвардейской лёгкой артиллерии.
- Успенский Борис Яковлевич — начальник Тульской оружейной школы с 1916 по 1918 год[21], полковник гвардейской лёгкой артиллерии.
- Беляев Петр Иванович — начальник Тульской оружейной школы с января по май 1919 года и заведующий Тульскими оружейно-техническими курсами с мая 1919 по октябрь 1920 года[22], оружейный техник.
- Звезднов Моисей Васильевич — начальник и комиссар Тульских оружейно-технических курсов с октября 1920 по сентябрь 1921 года[23].
- Ильменский, Павел Александрович — начальник и военный комиссар Тульской оружейно-технической школы с 1921 по 1928 год, комдив.
- Давидовский, Яков Львович — начальник Тульской оружейно-технической школы с 1928 по 1930 год, комдив.
- т. Петров — начальник Тульской оружейно-технической школы с 1930 по 1931 год[24].
- Ильинский, Александр Николаевич — начальник и военный комиссар Тульской оружейно-технической школы с 1931 по 1938 год, бригадный комиссар.
- Баканов Иван Степанович — начальник Тульского оружейно-технического училища с 1939 по 1944 год, полковник.
- Черемисинов, Григорий Михайлович — начальник Тульского оружейно-технического училища с 1945 по 1949 год, генерал-майор артиллерии.
- Колбасин, Сергей Григорьевич — начальник Тульского оружейно-технического училища с 1949 по 1952 год, генерал-майор инженерно-технической службы.
- Нестеров Антон Яковлевич — начальник Тульского оружейно-технического училища с 1953 по 1959 год, генерал-майор инженерно-артиллерийской службы.
- Добринский, Александр Григорьевич — начальник Тульского артиллерийского училища с 1959 по 1961 год[25], генерал-майор артиллерии.
- Костиков Григорий Андреевич — начальник Тульского артиллерийского училища с 1962 по 1967 год, генерал-майор артиллерии.
- Луценко Василий Тихонович — начальник Тульского высшего артиллерийского командного училища с 1967 по 1973 год, генерал-майор артиллерии.
- Кулёв, Василий Яковлевич — начальник Тульского высшего артиллерийского инженерного училища с 1974 по 1988 год, генерал-лейтенант.
- Калюжный Владимир Григорьевич — начальник Тульского высшего артиллерийского инженерного училища с 1988 по 1992 год, генерал-майор.
- Старожилов Геннадий Петрович — начальник Тульского высшего артиллерийского инженерного училища с 1992 по 1999 год, генерал-майор.
- Волков, Александр Сергеевич — начальник Тульского артиллерийского инженерного института с 1999 по 2005 год, генерал-майор.
- Алфёров Алексей Михайлович — начальник Тульского артиллерийского инженерного института с 2005 по 2009 год, генерал-майор[26].

## Известные выпускники

Начальник ТАИИ (1999—2005) генерал-майор Волков А. С. и выпускник 2001 года Герой Российской Федерации капитан Кокшин Р. В. (2003 год)

- Комарицкий, Иринарх Андреевич — выпускник Тульской оружейной школы 1913 года. Один из создателей 7,62-мм авиационного скорострельного пулемёта ШКАС, 37-мм авиадесантной пушки образца 1944 года ЧКШ (Чарнко-Комарицкий-Шелков), усовершенствовал крепление штыка к винтовке Мосина, совместно с Дегтярёвым разработал магазин ёмкостью 73 патрона к ППШ и ППД.
- Дашичев, Иван Фёдорович — выпускник Тульской оружейной школы 1916 года. Советский военачальник, в годы Великой Отечественной войны командующий 44-й армией, генерал-майор.
- Кочетов, Дмитрий Михайлович — выпускник Тульской оружейной школы 1916 года[27]. Изобретатель целой линии спортивных винтовок семейства ТОЗ, из которых наиболее известной является легендарная малокалиберная спортивная винтовка ТОЗ-8 образца 1932 года. Основатель школы оружейного мастерства при Тульском оружейном заводе и её первый директор.
- Колесников, Анатолий Васильевич — выпускник Тульских оружейно-технических курсов 1919 года. Советский конструктор танков.
- Деминов, Дмитрий Константинович — выпускник Тульской оружейно-технической школы 1924 года. Советский и польский военный деятель, генерал-лейтенант инженерно-технической службы, бригадный генерал (ПНР).
- Кнебельман, Михаил Самойлович — выпускник Тульской оружейно-технической школы 1931 года. Создал корабельные скорострельные артустановки АК-630 и АК-630М с 6-ствольной автоматической пушкой АО-18 конструкции Шипунова А. Г. и Грязева В. П., а также облегчённый вариант этих артустановок АК-306 для катеров военно-морского флота и береговой охраны. Участвовал в разработке и создании 23-мм зенитных автоматов 2А-7 и 2А-14, автоматической дистанционноуправляемой гранатомётной установки, противоградовых снарядов.
- Гаврилов, Владимир Яковлевич — выпускник Тульской оружейно-технической школы 1931 года. Участник Великой Отечественной войны, Герой Советского Союза.
- Ненашев, Михаил Иванович — выпускник Тульского оружейно-технического училища 1939 года. Начальник 5-го управления 4-го Главного управления Министерства обороны СССР (с 1978 года — Главного управления вооружения войск ПВО СССР). Генерал-лейтенант. Герой Социалистического Труда (за успешное создание системы предупреждения о ракетном нападении и постановку её на боевое дежурство).
- Баженов, Павел Иванович — выпускник Тульского оружейно-технического училища 1942 года. Заместитель главнокомандующего Сухопутными войсками СССР по вооружению — начальник вооружения Сухопутных войск. Лауреат Государственной премии СССР (1979), генерал-полковник.
- Брыкин, Александр Иванович — выпускник Тульского оружейно-технического училища 1942 года. Директор Новосибирского завода полупроводниковых приборов. Герой Социалистического Труда.
- Лобанов, Дмитрий Петрович — выпускник Тульского оружейно-технического училища 1943 года. Ректор Московского геологоразведочного института (1964—1988), советник-наставник и член Учёного Совета Российского государственного геологоразведочного университета. Почётный академик РАЕН (1995), заслуженный геолог СССР.
- Матрёнин, Александр Сергеевич — выпускник Тульского оружейно-технического училища 1943 года. Разработчик и испытатель баллистических ракет. Генерал-лейтенант. Герой Социалистического Труда.
- Калин, Василий Игнатьевич — выпускник Тульского оружейно-технического училища 1943 года. Директор совхоза «Заря» Промышленновского района Кемеровской области. Герой Социалистического Труда.
- Едунов, Иван Григорьевич — выпускник Тульского оружейно-технического училища 1946 года. Участник Великой Отечественной войны, Герой Советского Союза.
- Рыбас Александр Леонидович — выпускник Тульского высшего артиллерийского инженерного училища 1982 года. Генеральный директор Конструкторского бюро приборостроения, Тула (2006—2009). Генеральный директор ФГУП ГНПП «Базальт» (2009—2012). Генеральный директор ООО «Проминвест» (2012—2015).
- Мишагин, Андрей Васильевич — выпускник Тульского высшего артиллерийского инженерного училища 1987 года. Начальник Управления МВД России по Ульяновской области. Генерал-майор полиции.
- Шингаркин, Максим Андреевич — выпускник Тульского высшего инженерного артиллерийского училища имени Тульского пролетариата 1990 года, депутат Государственной Думы VI созыва.
- Рязанцев, Александр Николаевич (Герой России) — выпускник Тульского артиллерийского инженерного института 1999 года. Герой Российской Федерации (посмертно).
- Кокшин, Руслан Владимирович — выпускник Тульского артиллерийского инженерного института 2001 года. Герой Российской Федерации.
- Спирин, Андрей Александрович — выпускник Тульского артиллерийского инженерного института. Герой Российской Федерации (посмертно).

## Известные военачальники, проходившие службу в институте
- Афанасьев, Виктор Васильевич (дирижёр) — советский и российский военный дирижёр, начальник Военно-оркестровой службы ВС РФ ― главный военный дирижёр, генерал-лейтенант. Будучи курсантом Военно-дирижёрского факультета при Московской консерватории, в начале 70-х годов XX века в течение 2-х лет проходил оркестровую практику на базе оркестра Тульского высшего артиллерийского командного училища[28].
- Головинчин, Михаил Александрович — советский военачальник, участник Великой Отечественной войны, генерал-майор. Командир курсантского батальона в Тульской оружейно-технической школе с 1932 по 1935 год.
- Гринин, Василий Михайлович — начальник Хмельницкого высшего артиллерийского командного училища, начальник факультета Михайловской военной артиллерийской академии, генерал-майор. Заместитель начальника Тульского высшего артиллерийского командного училища с 1968 по 1974 год.
- Коробов, Трофим Тимофеевич — бригадный комиссар и политработник Рабоче-крестьянской Красной Армии, участник Гражданской войны. Военный комиссар, затем помощник начальника Тульской оружейно-технической школы по политической части с 1932 по 1934 год.
- Красильников, Михаил Васильевич — советский военачальник, участник Великой Отечественной войны, генерал-майор технических войск. Проходил службу в Тульской оружейно-технической школе с 1927 по 1934 год. Начальник штаба школы.
- Липодаев, Иван Алексеевич — старший инспектор Инспекции по вузам Главного политического управления, генерал-лейтенант. Военный комиссар, а затем заместитель начальника Тульского оружейно-технического училища по политической части с 1939 по 1940 год.
- Пастушихин, Николай Васильевич — советский военачальник, участник Великой Отечественной войны, генерал-майор. Командир взвода в Тульской оружейно-технической школе в 1925 году.